# Vall de Núria
|  | Aquest article tracta sobre la vall pirinenca al municipi de Queralbs. Si cerqueu l'estació d'esquí , vegeu «Vall de Núria (estació d'esquí)». |

La vall de Núria és una vall pirinenca al terme municipal de Queralbs, a la comarca del Ripollès, a les Comarques Gironines. Es troba a una altitud de 1.964 metres sobre el nivell del mar, envoltada de cims de gairebé tres mil metres, on neixen una multitud de fonts i torrents. Per raó de la seva situació geogràfica i el clima, presenta una flora i una fauna característiques de la muntanya medioeuropea i de l'alta muntanya alpina. A més, hi viuen espècies vegetals i animals endèmiques dels Pirineus. Aquesta vall és accessible mitjançant un tren cremallera o bé a peu, seguint algun dels camins de muntanya que arriben fins a Núria. Destaca particularment per no tenir cap carretera d'accés a la vall, cosa que fa que no hi hagi cotxes i es preservi més l'espai natural, eliminant els espais d'aparcament i la contaminació acústica i atmosfèrica dels vehicles a motor.
A la vall hi ha un llac artificial i el Santuari de la Mare de Déu de Núria, que alberga la talla romànica. L'església actual es va inaugurar l'any 1911. Poc després, s'hi va afegir l'hotel i es va iniciar la construcció del Via Crucis, obra que no s'acabaria fins a 1963.
L'any 1931, a la cambra número 202 de l'hotel, es va redactar el que seria l'Estatut d'Autonomia de Catalunya —conegut com a Estatut de Núria—, que va quedar ratificat a les urnes el 2 d'agost de 1931 i aprovat per les Corts Generals el 9 de setembre de 1932.

## Entorn natural

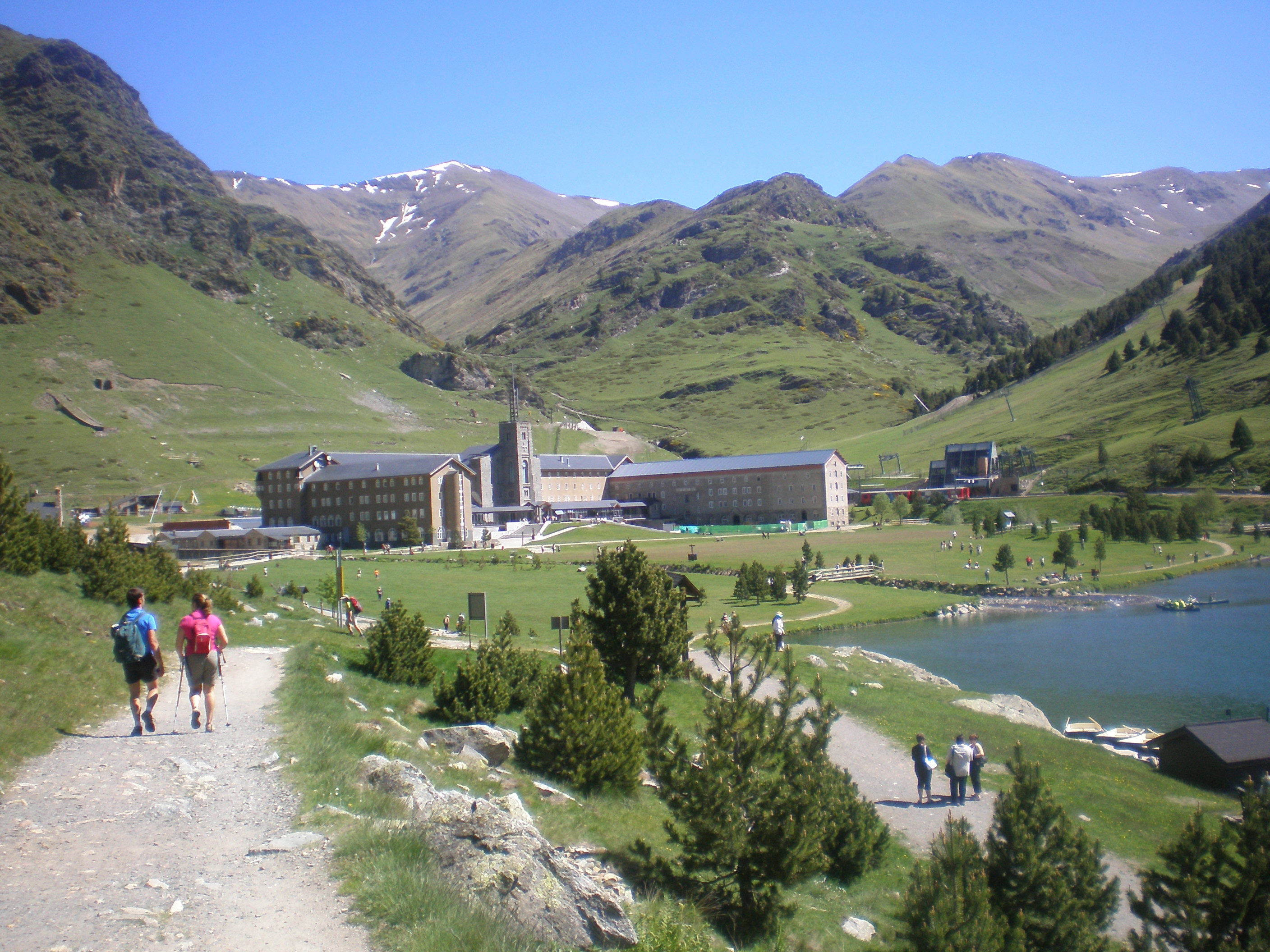
La vall de Núria

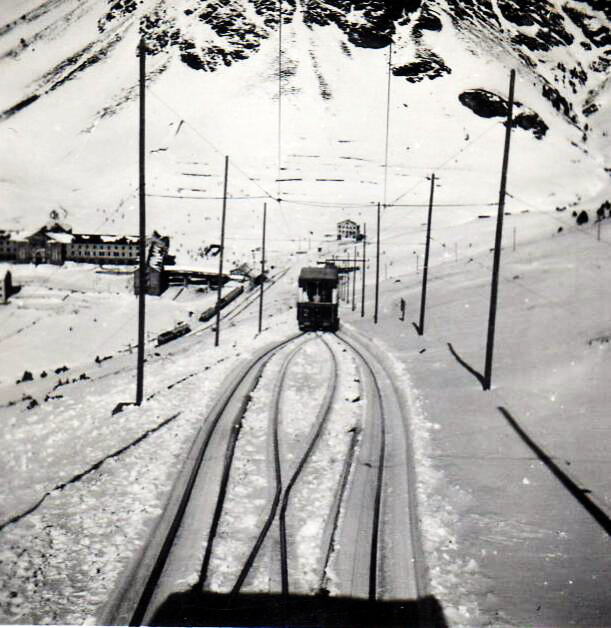
El funicular que pujava al Pic de l'Àliga, cap als anys 60, substituït actualment per un telepolsat

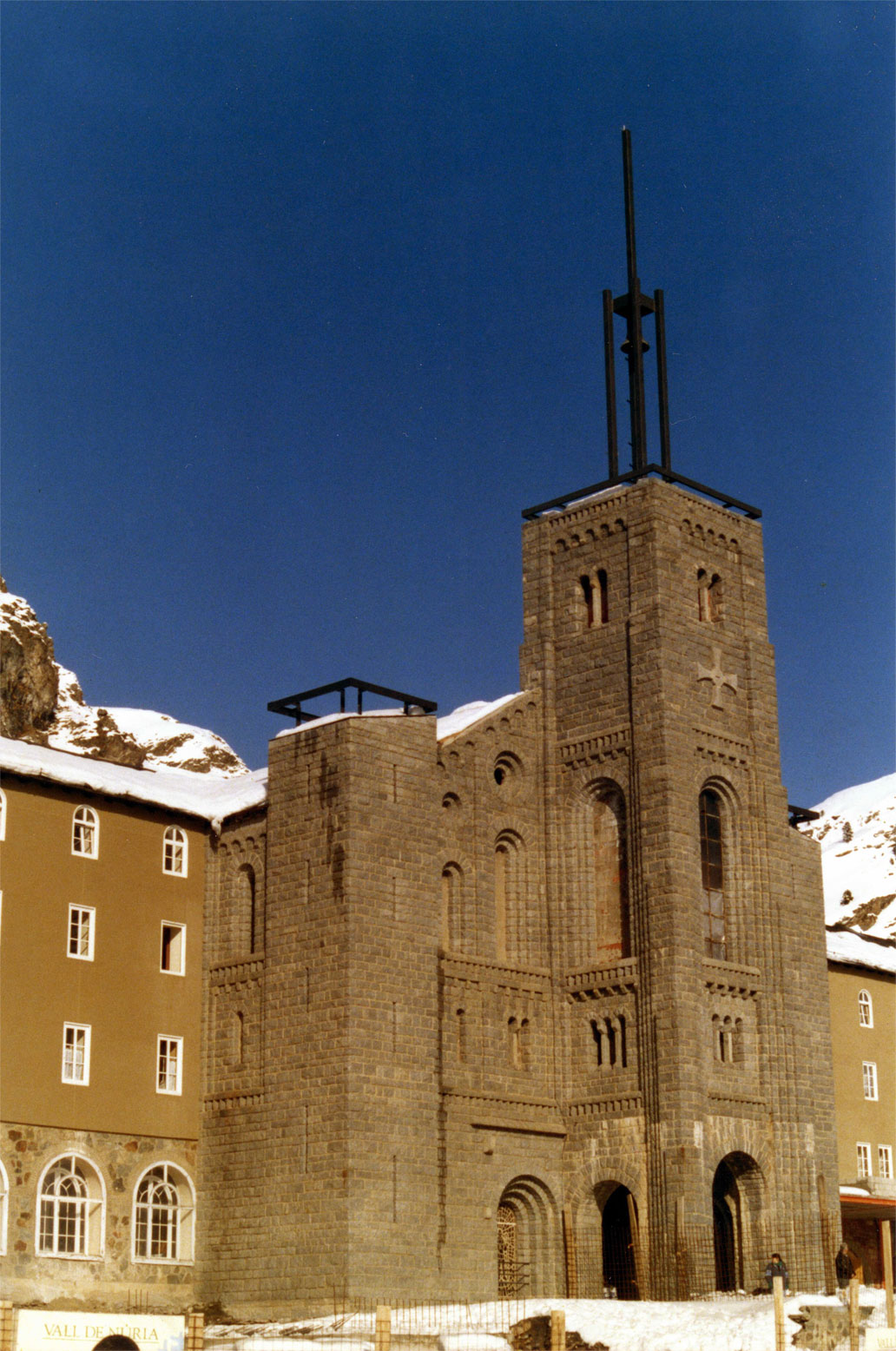
Santuari de Núria

Núria es troba al bell mig de l'alta muntanya dels Pirineus. El santuari és gairebé a 2.000 metres d'altitud, en el punt on conflueixen tres valls: a ponent hi ha la vall de Finestrelles, amb la vall subsidiària de la coma de l'Embut; al nord la vall d'Eina, i a llevant la vall de les Molleres, formada per la de Noucreus i la de Noufonts.
El conjunt de totes aquestes altes valls constitueix una capçalera muntanyenca encerclada per una llarga i alta carena semicircular que la tanca per l'est, el nord i l'oest per damunt dels 2.700 metres. Les vistes que de vegades mostren son d'envergadura. Des d'alguns dels cims ocasionalment es poden arribar a veure els Alps, a 440 km. Des del puig del Coll de Finestrelles en concret s'ha aconseguit un rècord mundial en aquest sentit, el qual no tenen altres muntanyes d'altres continents. Tanmateix el cim més alt de tots els qui conformen l'Olla de Núria, és el Puigmal (2.910 m) al qual solen accedir milers de persones al llarg de l'any, tant des del Santuari com des del Coll de Fontalba i és una de les fites més populars del muntanyisme català. Pel sud i en cotes més baixes, un rocam escarpat tanca el conjunt d'aquestes valls.
A causa d'aquesta orografia, les aigües del riu de Núria poden escolar-se només per unes estretes i profundes gorges excavades enmig d'aquesta roca dura, fins que es troben amb la vall de Freser, riu que a Ripoll s'uneix al Ter.
Tot plegat fa que, a Núria, el relleu sigui abrupte i el clima fred i plujós. Hi dominen els boscos de roure, de pi roig i de pi negre, però, als vessants més alts, només pot subsistir-hi el prat alpí. L'accés ha estat tradicionalment difícil, en especial a l'hivern, amb els corriols nevats i glaçats. Avui, el cremallera permet l'accés a tothom.

### Geologia
Els materials que constitueixen el substrat rocós de Núria són dels més antics del Pirineu. Es tracta de roques molt velles que han estat intensament transformades (metamorfosades, per tant roques metamòrfiques) pels esforços i les pressions rebudes al llarg de la història geològica d'aquest territori pirinenc.
A les gorges del Riu de Núria i del Freser trobem els gneis, antigues roques cristal·lines que provenen del sòcol o suport primitiu del Pirineu; tenen colors més aviat clars, de lluny lleugerament groguencs o rosats.
Els materials d'origen sedimentari que es dipositaren damunt dels anteriors durant tota l'anomenada era primària o paleozoica, van esdevenir més tard els esquistos que formen les carenes i els cims de l'entorn de Núria; són de colors força més foscos, terrosos o negrosos.
Enmig dels esquistos apareixen de forma discontínua i molt contrastada materials carbonatats, originàriament calcàries, transformats en marbres característics en el paisatge pels seus tons clars, blancs, grisos o blavosos. Per la seva capacitat de dissoldre's amb l'aigua i engolir els torrents superficials, produeixen la circulació subterrània i són l'origen dels anomenats fenòmens càrstics com el Forat de l'Embut, camí del Puigmal, o alguns altres que es troben a la rodalia de Queralbs.
Tots aquests materials, juntament amb la resta que formen el conjunt del Pirineu, foren intensament comprimits, plegats, trencats i enlairats a la darreria del paleozoic (orogènia herciniana) i a mitjan terciari, durant el Cenozoic (orogènia alpina). Finalment adquiriren les característiques i la disposició actual.
Les grans unitats de relleu del territori pirinenc quedaren configurades d'ençà dels plegaments de mitjan terciari. La fesomia de detall de les valls i les altes carenes pirinenques, però, es deu als esdeveniments posteriors. El fet més significatiu, al Pirineu, va ésser el refredament acusat del clima, ja durant l'època quaternària, a conseqüència del qual es formaren glaceres que ompliren de glaç moltes valls al llarg d'uns quants quilòmetres. Per sobre de Núria des del Puigmal fins al Torreneules, les capçaleres de les valls esdevingueren circs glacials des dels quals descendien llengües de glaç. A Núria confluïen les procedents de la vall de Finestrelles, d'Eina i de les Molleres, on a causa de l'enorme acumulació de glaç s'originà la formació de l'ampla vall i el pla on actualment està situat el santuari. Més endavant, la massa de glaç es veié obligada a superar l'obstacle del rocam dur (gneis) que forma les gorges, polint-lo i desgastant-lo. La glacera procedent de Núria encara rebia dues llengües més de glaç procedents de les comes de Fontnegra i de Fontalba, una per cada costat. La glacera descendí fins a uns 1.200 metres d'altitud, a la rodalia de Queralbs, després d'haver-se unit, poc abans, amb la glacera procedent de la vall de Freser.

## Clima
El relleu enlairat de la Vall de Núria i la relativa proximitat a la Mediterrània condicionen un clima d'alta muntanya relativament humit. L'hivern és l'estació amb menys precipitació i la més irregular, tot i que majoritàriament és en forma de neu.
La durada de la neu cobrint el sòl és molt variable, segons els anys. Al santuari de Núria, els darrers anys, ha oscil·lat entre 62 i 64 dies. A més altitud la durada de la neu s'allarga considerablement. En els racons on la neu s'acumula, té lloc la formació de congestes que no es fonen del tot fins a la darreria d'estiu.
Les temperatures són fredes o fresques tot l'any, progressivament més baixes amb l'altitud. Gener sol ser el mes més fred, i juliol i agost els més càlids.
| Paràmetres meteorològics per a Vall de Núria | Paràmetres meteorològics per a Vall de Núria | Paràmetres meteorològics per a Vall de Núria | Paràmetres meteorològics per a Vall de Núria | Paràmetres meteorològics per a Vall de Núria | Paràmetres meteorològics per a Vall de Núria | Paràmetres meteorològics per a Vall de Núria | Paràmetres meteorològics per a Vall de Núria | Paràmetres meteorològics per a Vall de Núria | Paràmetres meteorològics per a Vall de Núria | Paràmetres meteorològics per a Vall de Núria | Paràmetres meteorològics per a Vall de Núria | Paràmetres meteorològics per a Vall de Núria | Paràmetres meteorològics per a Vall de Núria |
| Mes                                          | Gen.                                         | Feb.                                         | Mar.                                         | Abr.                                         | Mai.                                         | Jun.                                         | Jul.                                         | Ago.                                         | Sep.                                         | Oct.                                         | Nov.                                         | Dec.                                         | Anual                                        |
| Temp. màx. registrada (°C)                   | 11.4                                         | 16.5                                         | 23.8                                         | 24.2                                         | 26.5                                         | 30.3                                         | 34.4                                         | 33                                           | 26.6                                         | 20.5                                         | 17.3                                         | 14                                           | 34.4                                         |
| -------------------------------------------- | -------------------------------------------- | -------------------------------------------- | -------------------------------------------- | -------------------------------------------- | -------------------------------------------- | -------------------------------------------- | -------------------------------------------- | -------------------------------------------- | -------------------------------------------- | -------------------------------------------- | -------------------------------------------- | -------------------------------------------- | -------------------------------------------- |
| Temp. màx. mitja (°C)                        | -3.3                                         | -2.6                                         | 5                                            | 8.8                                          | 12.3                                         | 17.1                                         | 22.4                                         | 19.6                                         | 13.7                                         | 8.1                                          | 4.8                                          | 0.4                                          |                                              |
| Temp. mitja (°C)                             | -8                                           | -7.1                                         | -1.6                                         | 3.2                                          | 6                                            | 10                                           | 13.1                                         | 12                                           | 7.3                                          | 1.1                                          | -2                                           | -6.1                                         |                                              |
| Temp. mín. mitja (°C)                        | -14.3                                        | -13.8                                        | -8.1                                         | -4.1                                         | -0.2                                         | 1.8                                          | 6.4                                          | 5.2                                          | -0.8                                         | -5.9                                         | -8.6                                         | -11.8                                        |                                              |
| Temp. mín. registrada (°C)                   | -37.5                                        | -38.4                                        | -30                                          | -22.8                                        | -13                                          | -9.6                                         | -4.8                                         | -8.6                                         | -13.4                                        | -21.2                                        | -28.9                                        | -34.8                                        | -38.4                                        |
| % precipitació forma pluja                   | 1                                            | 2                                            | 18                                           | 41                                           | 75                                           | 86                                           | 96                                           | 91                                           | 65                                           | 43                                           | 13                                           | 1                                            |                                              |
| % precipitació forma neu                     | 99                                           | 98                                           | 82                                           | 59                                           | 25                                           | 14                                           | 4                                            | 9                                            | 35                                           | 57                                           | 87                                           | 99                                           |                                              |

## Vegetació
El clima és el causant que el paisatge vegetal de Núria sigui diferent del de la terra baixa i de la muntanya mitjana. El fred no permet que els roures i els freixes es desenvolupin bé a partir dels 1.500 m aproximadament. Només aguanten aquestes condicions el pi roig, el pi negre (Pinus uncinata) i alguns arbres caducifolis com la moixera de guilla (Sorbus aucuparia), el gatsaule i el bedoll.
En el paisatge de l'alta muntanya els arbres dominants sempre són els pins. El pi roig no puja gaire més dels 1.500 m, i ben aviat el pi negre és l'arbre dominant. La zona entre els 1.700 m i els 2.400 m correspon al tipus de vegetació conegut com a estatge subalpí.
Els boscos de pi negre ocupen a Núria un espai més reduït del que ocuparien de manera natural, a causa de la necessitat, que es va tenir durant molt temps, de llenya per a escalfar-se i de troncs per a la construcció, així com per facilitar terrenys oberts per al pasturatge dels animals domèstics. La destrucció del bosc va comportar l'expansió dels matollars de neret i de ginebró, i també dels de boixerola i bàlec. En les carenes i els collets orientats al nord s'ha estès un matollar dens i ras dominat per l'azalea procumbent.
Per damunt dels 2.400 m, el bosc no es pot constituir naturalment a causa del fred i de la cobertura de la neu durant molts mesos. Es passa de l'estatge subalpí dels boscos de pi negre a l'estatge alpí dels prats. La raó és el fred intens de tot l'any —fins pot nevar i glaçar al pic de l'estiu— i la llarga durada de la cobertura de la neu.
El prat alpí està constituït per un bon nombre d'espècies d'herbes, sobretot de la família de les gramínies i les ciperàcies, de fulla estreta i lineal, acompanyades d'altres herbes que sovint prenen forma de masses compactes encoixinades. Cal destacar-ne l'abundància de la tora blava, una de les plantes més tòxiques d'Europa que està repartida per tota la vall.
L'aspecte del prat alpí és d'una formació herbàcia baixa, sempre verda a l'estiu, amb canvis successius de color pel predomini d'unes o d'altres plantes amb flors grosses i vistoses, com les gencianes, els safrans, les prímules, els marcòlics, les tores i els ranuncles. La humitat del sòl i les tempestes freqüents garanteixen la verdor estiuenca, fins que les primeres glaçades transformen el color verd en marró clar i groguenc, esperant que la neu les tapi de nou.
Al costat d'aquesta vegetació normal, en relació amb el clima, s'estableixen comunitats vegetals especials. En les congestes, allà on la neu no es fon del tot fins molt tard, es constitueix una vegetació dominada per salzes nans amb diverses herbes i molses.
Ben diferent és la vegetació dels indrets amb aigua: les mulleres i els aiguamolls, i les fonts i els rierols.
Ben especial és també la vegetació que es fa sobre les roques. Les plantes han de ser capaces de sobreviure en condicions molt dures, amb forts contrasts de temperatura, llargs períodes de sequera, escassetat de nutrients i manca de punts de suport.
Sobre roca compacta s'estableix una vegetació amb plantes petites, que solen fer petits coixinets densos i compactes.
Sobre tarteres i pedrusques, hi viuen poques plantes amb arrels llargues, que han de ser capaces de suportar la mobilitat i la inestabilitat del rocam.
El pi negre és una de les espècies vegetals més significatives de l'estatge subalpí. Aquesta conífera resisteix molt bé la cruesa de l'hivern. L'exposició a les baixes temperatures, el vent i les fortes nevades, fan que gairebé mai no sobrepassi els vint metres d'alçada i que, sovint, se li torcin el tronc i les branques. Aleshores, és probable que no puguem observar la seva silueta habitual, que, amb branques que li neixen des de la part inferior, sol tenir una forma cònica. L'escorça és grisa i les fulles, curtes i fortes, són d'un verd molt fosc. Aquestes tonalitats són l'origen del seu nom vulgar.
Escampats entre els pins, hom troba, ací i allà, alguns altres arbres, especialment la moixera de guilla (Sorbus aucuparia). Aquest és un arbre elegant, que a la primavera es guarneix d'abundants ramells de flors d'un blanc trencat. A la tardor, quan maduren els fruits, formant-se de primer ataronjats i després d'un vermell cada cop més franc, aquesta rosàcia té un aspecte especialment vistós.
Els bolets tenen un paper important en el manteniment de l'equilibri ecològic perquè descomponen la matèria i la transformen en substàncies aprofitables per a alimentar altres espècies.
A la primavera i principalment al final de l'estiu i a la tardor, els boscos i els prats s'omplen d'una gran varietat de bolets, alguns d'aquests comestibles i excel·lents, com ara:
El moixernó (Calocybe gambosa), que viu en els prats, entre l'herba i en els matolls no gaire espessos. Surt a la primavera, pels volts de Sant Jordi. La seva carn no és fibrosa sinó que es trenca i s'engruna entre els dits, té un sabor agradable i una olor de farina fresca.
El rossinyol (Cantharellus cibarius) viu generalment en grups o formant erols, amb preferència en boscos de planifolis, però es pot trobar també sota els pins. És un bolet fàcilment identificable pel seu barret irregular, de carn ferma i pel seu color groc de rovell d'ou.
El més conegut i buscat és el rovelló (Lactarius sanguifluus). Aquest bolet de tons ataronjats i rogencs, de carn esmicoladissa, d'olor agradable i de gust un xic amarg, creix sota els pins i altres coníferes des de finals d'estiu i durant la tardor.
Sota el pi negre i els avets, a l'alta muntanya pirinenca trobem el cep (Boletus edulis), de coloració en tons canyella, més foscos en el barret que no pas en el peu. La seva carn consistent, blanca o grogosa, lleugerament perfumada, fa que sigui un dels bolets més apreciats per a la bona cuina.

## Fauna
El predomini de prats i de boscos oberts afavoreix la presència d'herbívors grans (cabirols, isards, muflons) a l'alta muntanya, en especial durant l'estiu. Però, des de fa segles i per tal d'afavorir els animals domèstics, l'home els ha perseguit fins a fer-ne desaparèixer alguns. Els exemples més clars són els ossos i els llops.
Els darrers anys, la situació s'ha capgirat i alguns herbívors viuen de nou en els vessants de Núria. La recuperació de l'isard (Rupicabra pyrenaica) ha estat possible gràcies al fet que l'any 1966 es va establir la Reserva Nacional de Caça de Freser-Setcases i se'n prohibí la caça. També hi ha hagut una recolonització de muflons (Ovis musimon) i marmotes (Marmota marmota), a partir de reintroduccions fetes en el vessant francès. Aquests herbívors no entenen de fronteres i passen a la vall de Núria per trobar un ambient més assolellat i calent que en el vessant francès, més fresc i humit. Ara és ben fàcil observar ramats d'isards i muflons trescant per la vall de Núria i, fins i tot, grups de marmotes que, expectants des dels seus caus, esdevenen, amb els seus xiulets característics, els vigilants d'aquestes valls.
Uns altres mamífers grans presents a Núria, però que resulten més difícils d'observar directament, són el senglar (Sus scrofa), la guilla (Vulpes vulpes), la marta (Martes martes), la fagina (Martes foina) i la llebre (Lepus europaeus).
L'ermini (Mustela erminea) és el carnívor més ben adaptat a les condicions extremes de l'alta muntanya, ja que canvia el color del pèl segons l'estació i, a l'hivern, es fa blanc com la neu per a ser així més difícil de ser vist, tot i que conserva l'àpex de la cua de color negre.
La presència de petits mamífers, com ara els talps (Talpa europaea), la podem detectar pels munts de terra que trobem en els prats. Prop dels cursos d'aigua, hi viuen unes quantes musaranyes (Soricidae).
Per al visitant és fàcil veure ocells, tot passejant pels voltants de Núria. Un dels més corrents és l'oreneta cuablanca (Delichon urbica). Al llarg dels torrents, vola la merla d'aigua (Cinclus cinclus). Pels vessants enlairats, hi ha el xoriguer comú (Falco tinnunculus) i el trencalòs (Gypaetus barbatus) i voltors (Gyps fulvus).
A les tarteres i als espais oberts viu la perdiu blanca (Lagopus muta), que canvia de color segons l'estació: marró a l'estiu i blanca a l'hivern.
D'amfibis n'hi ha pocs: la granota roja (Rana temporaria), la salamandra (Salamandra salamandra) i el tritó pirinenc (Calotriton asper).
De rèptils hi ha l'escurçó pirinenc (Vipera aspis), la sargantana (Lacerta hispanica).
Pel que fa als peixos, cal destacar la truita de riu, que viu en els rius i els rierols. La seva presència dificulta la supervivència de la granota roja, les salamandres i els tritons, perquè la truita s'alimenta de les seves larves.

## Galeria

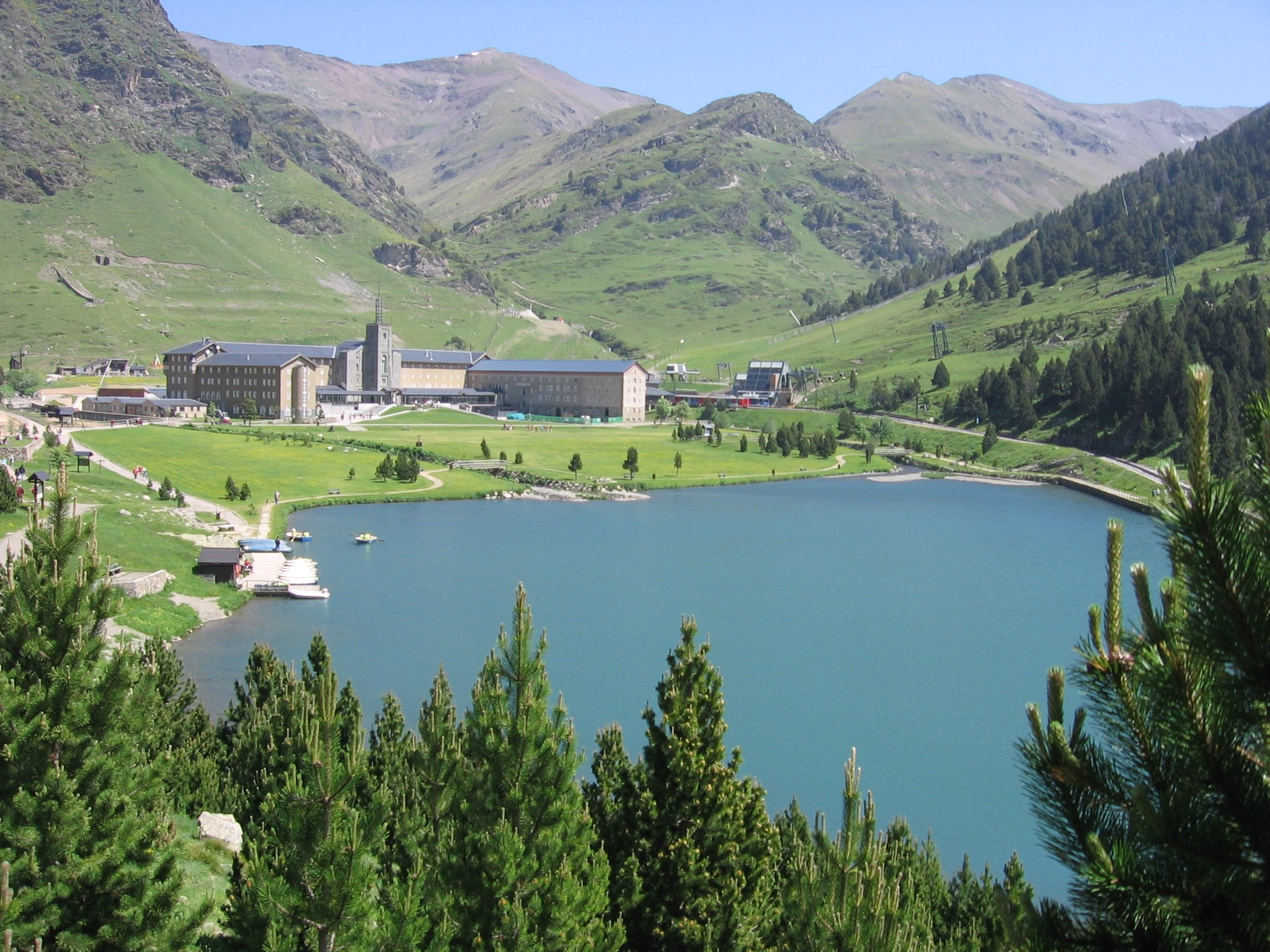
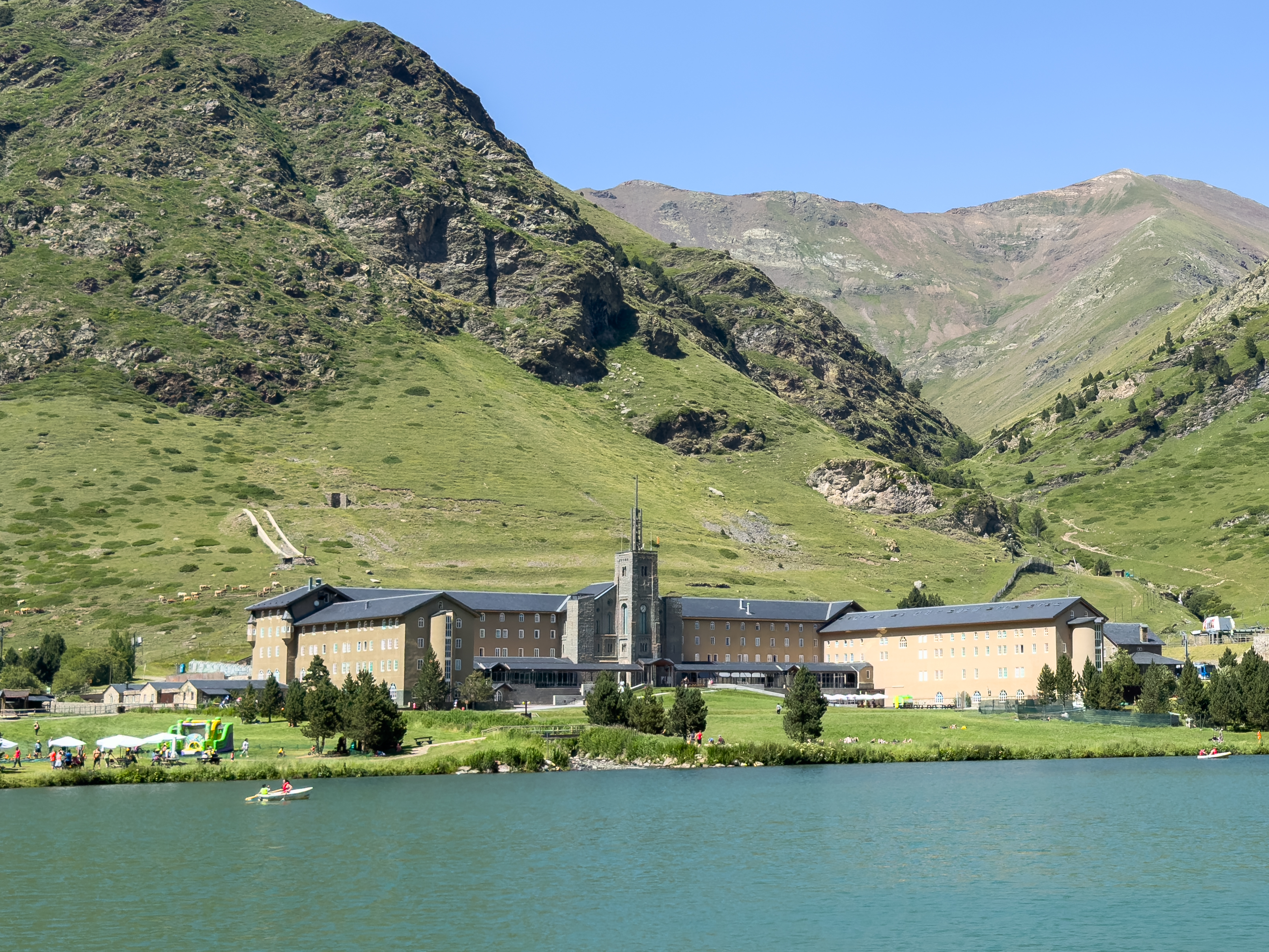
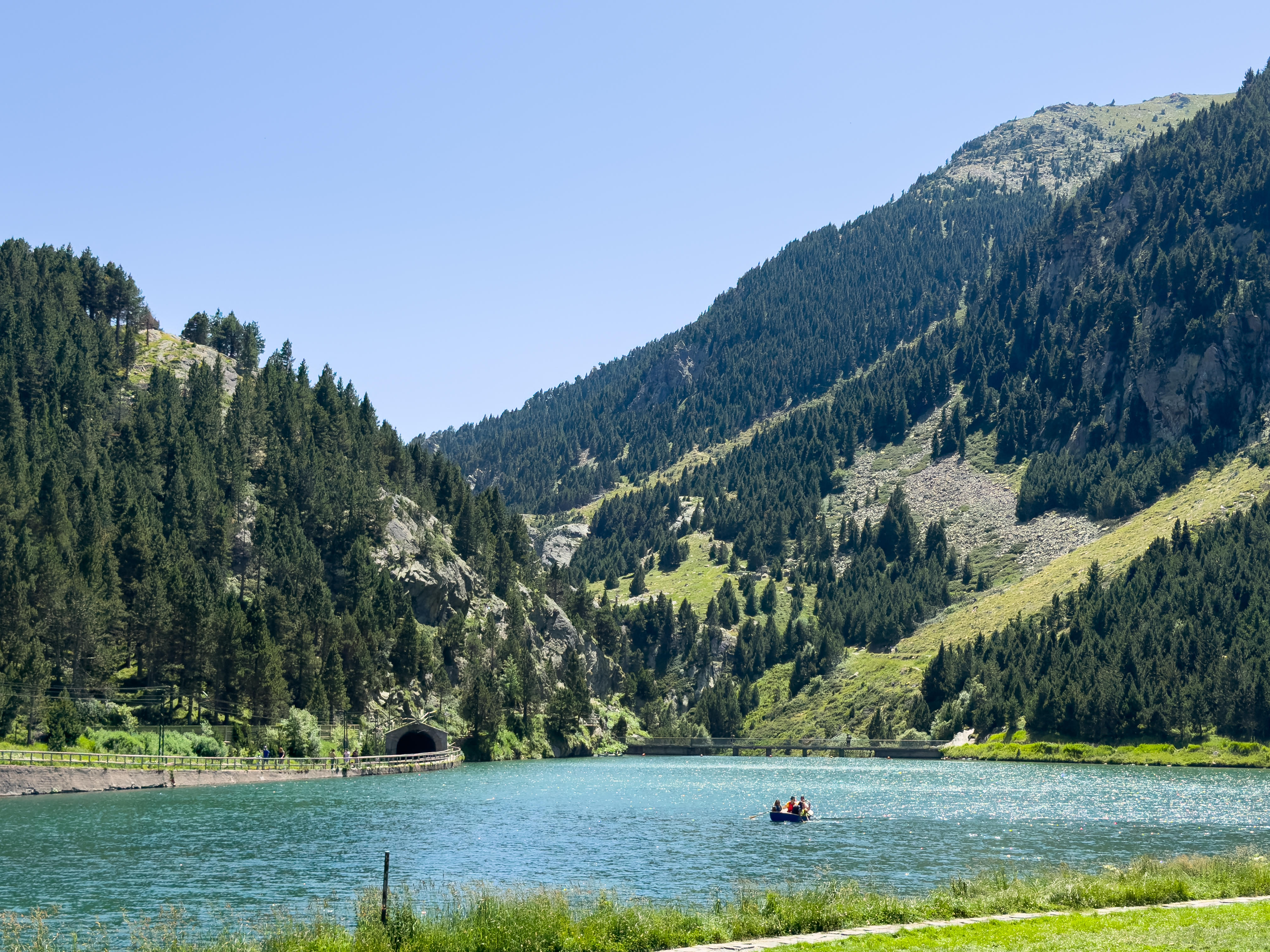
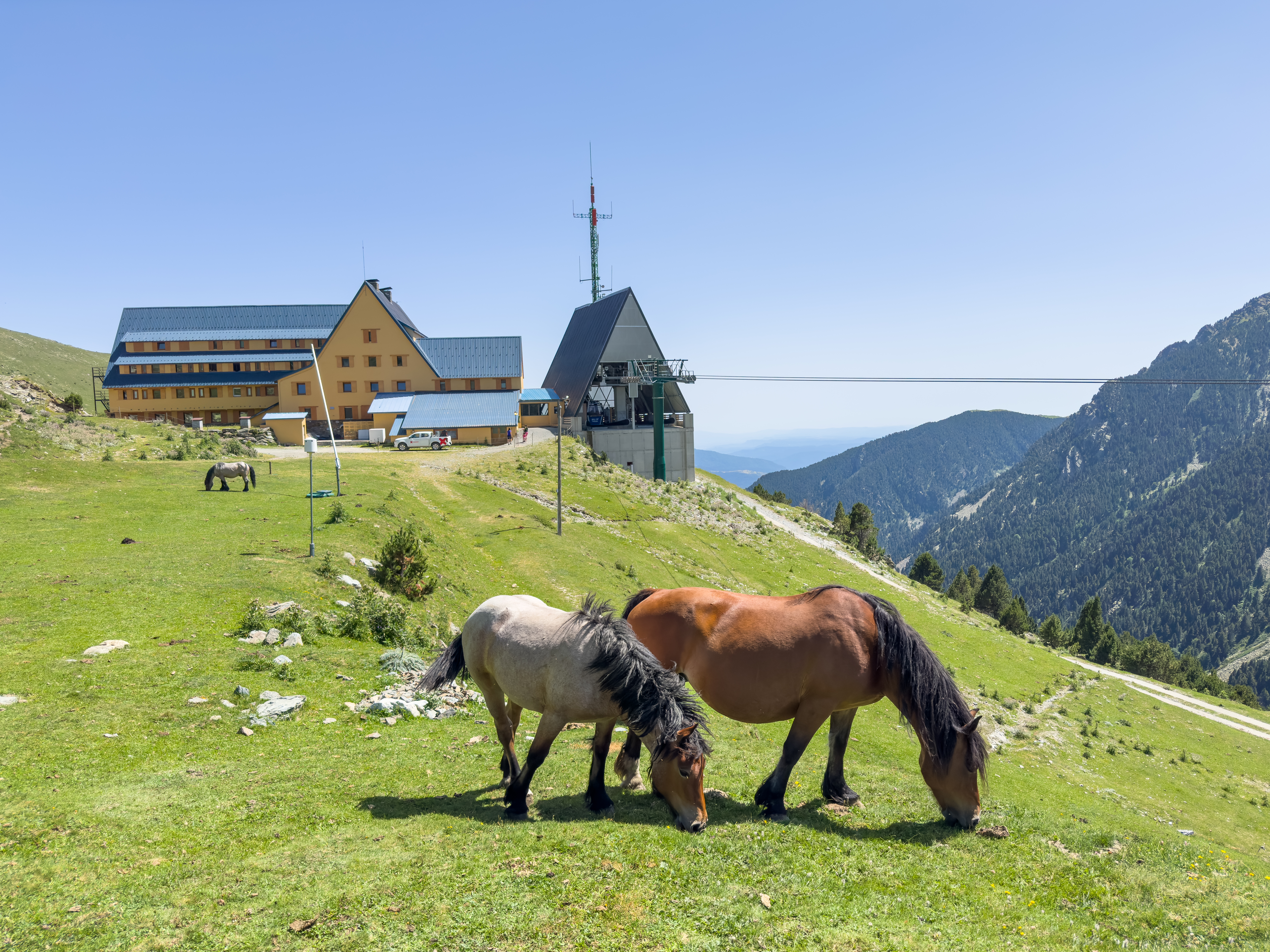
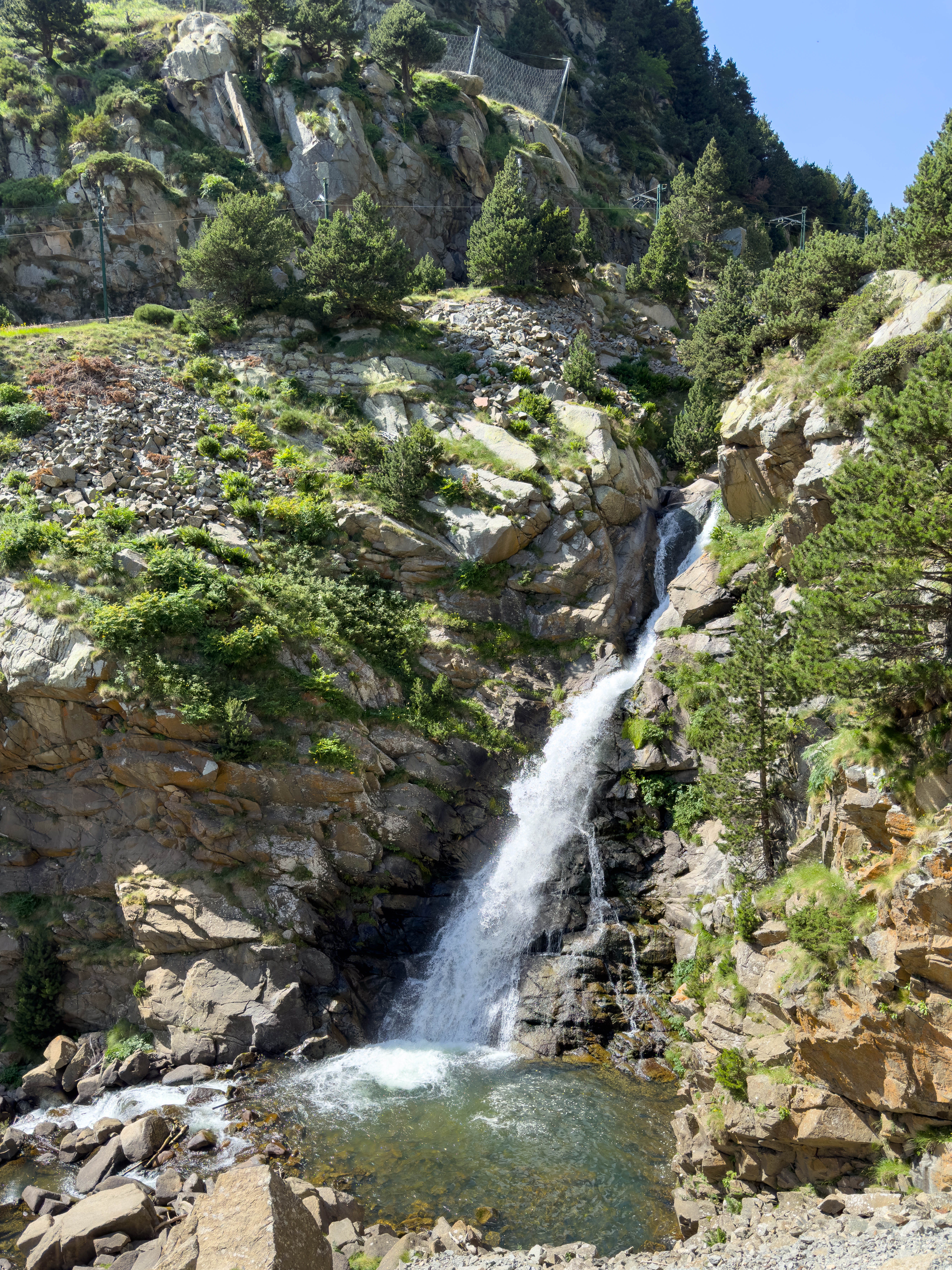